# Nanyue Mingzan
Nanyue Mingzan (chiń. 南嶽明瓚, pinyin Nányuè Míngzàn; 남악명찬 kor. Namak Myŏngch’an; jap. Nangaku Myōzan; wiet. Nam Nhạc Minh Toản; ur. VIII wiek, zm. VIII wiek) – mistrz chan północnej szkoły chan działający na południu Chin.

## Życiorys
Po zostaniu mnichem jego pierwszym i jedynym nauczycielem był mistrz chan Songshan Puji. Zyskał sobie przydomek Lanzan (Leniwy Zan 懶瓚), ponieważ odmawiał udziału we wszelkich sprawach klasztornych. Często nazywano go także „Resztkami”, ponieważ miał zwyczaj jedzenia tylko pożywienia niezjedzonego przez innych mnichów. Mimo jego pewnych dziwaczności, gdy miał okazje przemówić, jego wypowiedzi był zawsze całkowicie zgodne z zasadami buddyzmu.
W 742 roku, w trzy lata po śmierci Pujiego, nie wiadomo dlaczego, udał się klasztoru Nanyue, w którym podjął monastyczne obowiązki. Prowadził klasztor za dnia, a w nocy przebywał z trzodą klasztorną. Taki tryb życia prowadził przez dwadzieścia lat. Czasem zadziwiał mnichów przesuwając olbrzymie głazy lekkim dotknięciem stopą czy też przepędzając tygrysy zwyczajnym batem.
Biografowie wysunęli hipotezę, że jego wcześniejsze dziwaczne zachowanie się wynikało z jego negatywnej oceny przywództwa w klasztorze. Natomiast zmiana jego zachowania po 742 roku może być związana z przejęciem klasztoru na górze Hengmei przez „północną szkołę”.

## Linia przekazu Dharmy zen
Pierwsza liczba oznacza liczbę pokoleń od Pierwszego Patriarchy chan w Indiach Mahakaśjapy.
Druga liczba oznacza liczbę pokoleń od Pierwszego Patriarchy chan w Chinach Bodhidharmy.
Trzecia liczba oznacza początek nowej linii przekazu w innym kraju.
- 28/1. Bodhidharma (zm. 543?)
  - 29/2. Dazu Huike (487–594)
    - 30/3. Jianzhi Sengcan (zm. 606)
      - 31/4. Dayi Daoxin (579–651)
        - 32/5. Niutou Farong (594–657) szkoła niutou
        - 32/5/1. Pŏmnang Korea – wprowadzenie chanu (kor. sŏn)
        - 32/5. Daman Hongren (601–674)
          - 33/6. Yuquan Shenxiu (605–706) (także Datong) północna szkoła chan
            - 34/7. Yushan Huifu
            - 34/7. Songshan Jingxian (660–723)
            - 34/7. Laoshan Yifu (658–736)
              - 35/8. Huiyun

            - 34/7. Xiangmo Zang
            - 34/7. Jiangma Zang
              - 35/8. Moheyan Tybet

            - 34/7. Songshan Puji (651–739)
              - 35/8. Hongzheng (zm. ok. 760)
              - 35/8. Yi Xing (685–727)
              - 35/8. Lingzhuo (691–746)
              - 35/8. Nanyue Mingzan
              - 35/8/1. Taejo Chigong (703–779) Korea
              - 35/8. Jingzou Shizang (714–810)
                - 36/9/1. Sinhaeng (704–779) Korea

              - 35/8. Daoxuan (702–760)
                - 36/9/1. Gyōhyō (722–797) Japonia
                  - 37/10/2. Dengyō Daishi (Saichō) (767–822) (założyciel szkoły tendai w Japonii)